# Syrphoctonus infuscatus
Syrphoctonus infuscatus är en stekelart som beskrevs av Tohru Uchida 1957. Syrphoctonus infuscatus ingår i släktet Syrphoctonus och familjen brokparasitsteklar. Inga underarter finns listade i Catalogue of Life.